# 杭州交通
杭州交通，由陆上交通、水上交通、空中交通等系统组成。杭州是浙江省高速公路网的中心、华东地区的主要交通枢纽之一，是连接上海与华南地区的重要门户。与杭州绕城高速公路直接联通的高速公路有9条，分别与海宁（G92）、嘉兴（G60）、苏州（S13）、南京（G25）、长兴（S14）、黄山（G56）、衢州（G25）、诸暨（G60）、宁波（G92）等地相连。通过客运专线，杭州分别与上海、南京、衢州（南昌）、宁波（福州）等城市相连接。
杭州市内交通系统主要由快速路网、轨道交通、普通道路、水上交通等组成。其中快速路网由“一环一绕三纵五横”组成，即杭州都市经济圈高速公路环线、杭州绕城公路、中河上塘快速路、秋石快速路、东湖通城快速路、留石快速路、德胜快速路、天目山路快速路、机场快速路、彩虹快速路等城市主干道组成。截至2015年2月，钱塘江流经杭州的河段上，共有十座大桥和两条隧道已建成通车，还有地铁1号线与2号线均通过专用隧道穿过钱塘江底。
从2012年11月24日一号线试运营开始，杭州进入了地铁时代。截至2024年12月，已有杭州地铁1-10号线及16、19号线等12条线路通车营运。

## 大事记
- 1864年/水运/胡雪岩在钱塘江上开设义渡（萧山西兴-南星桥）
- 1907年/铁路/江墅铁路（江干闸口-拱宸桥）通车
- 1909年/铁路/沪杭铁路（上海南站-江干闸口）通车
- 1931年/空运/清末八十一标马队、炮营校场改建为军用飞机场，即杭州笕桥机场
- 1934年1月/铁路/杭江铁路（萧山西兴-江西玉山）通车
- 1937年/铁路/浙赣铁路（杭州城站-江西萍乡）通车
- 1937年11月17日/桥梁隧道/钱塘江大桥通车
- 1937年12月23日/桥梁隧道/钱塘江大桥被主动破坏
- 1957年1月1日/空运/杭州笕桥机场启用民用航线
- 1991年12月/桥梁隧道/彭埠大桥通车
- 1996年12月6日/公路/杭甬高速通车（浙江历史上第一条高速公路）
- 1997年1月28日/桥梁隧道/西兴大桥通车
- 1998年12月29日/公路/沪杭高速通车
- 1999年/公路/中河高架桥通车
- 2000年12月28日/空运/萧山国际机场建成运营
- 2002年3月28日/公路/上塘高架桥、复兴立交桥通车
- 2003年9月30日/桥梁隧道/灵溪隧道通车（杭州最长的山体隧道）
- 2003年10月5日/桥梁隧道/西湖湖底隧道通车
- 2003年12月28日/公路/杭州绕城高速全线通车
- 2004年10月16日/桥梁隧道/复兴大桥通车
- 2006年12月25日/公路/杭徽高速（杭州-黄山）、杭新景高速杭州段（杭州-衢州）通车
- 2008年1月28日/公路/杭浦高速（杭州-浦东）通车
- 2010年2月8日/公路/秋石快速路一期（机场路-临丁路）通车
- 2010年6月5日/公路/留石快速路全线（留祥路-石大路）通车
- 2010年10月26日/铁路/沪杭高铁开通运营
- 2010年12月27日/桥梁隧道/庆春路江底隧道通车
- 2012年3月29日/公路/秋石快速路二期（临丁路-绕城北线）通车
- 2012年11月24日/地铁/杭州地铁一号线（湘湖-临平、湘湖-文泽路）运营
- 2012年12月30日/空运/萧山国际机场T3航站楼建成运营
- 2013年7月1日/铁路/杭甬高铁、杭宁高铁开通运营
- 2013年12月30日/公路/德胜快速路全线（文汇路-保俶北路）通车
- 2014年11月24日/地铁/杭州地铁二号线东南端运营
- 2014年12月10日/铁路/杭长高铁（沪昆高铁杭州-长沙段）开通运营
- 2014年12月31日/公路/秋石快速路三期（机场路-清江路）、东湖快速路一期（东德立交-九沙互通）通车
- 2015年2月2日/地铁/杭州地铁四号线首通段运营

## 公路网

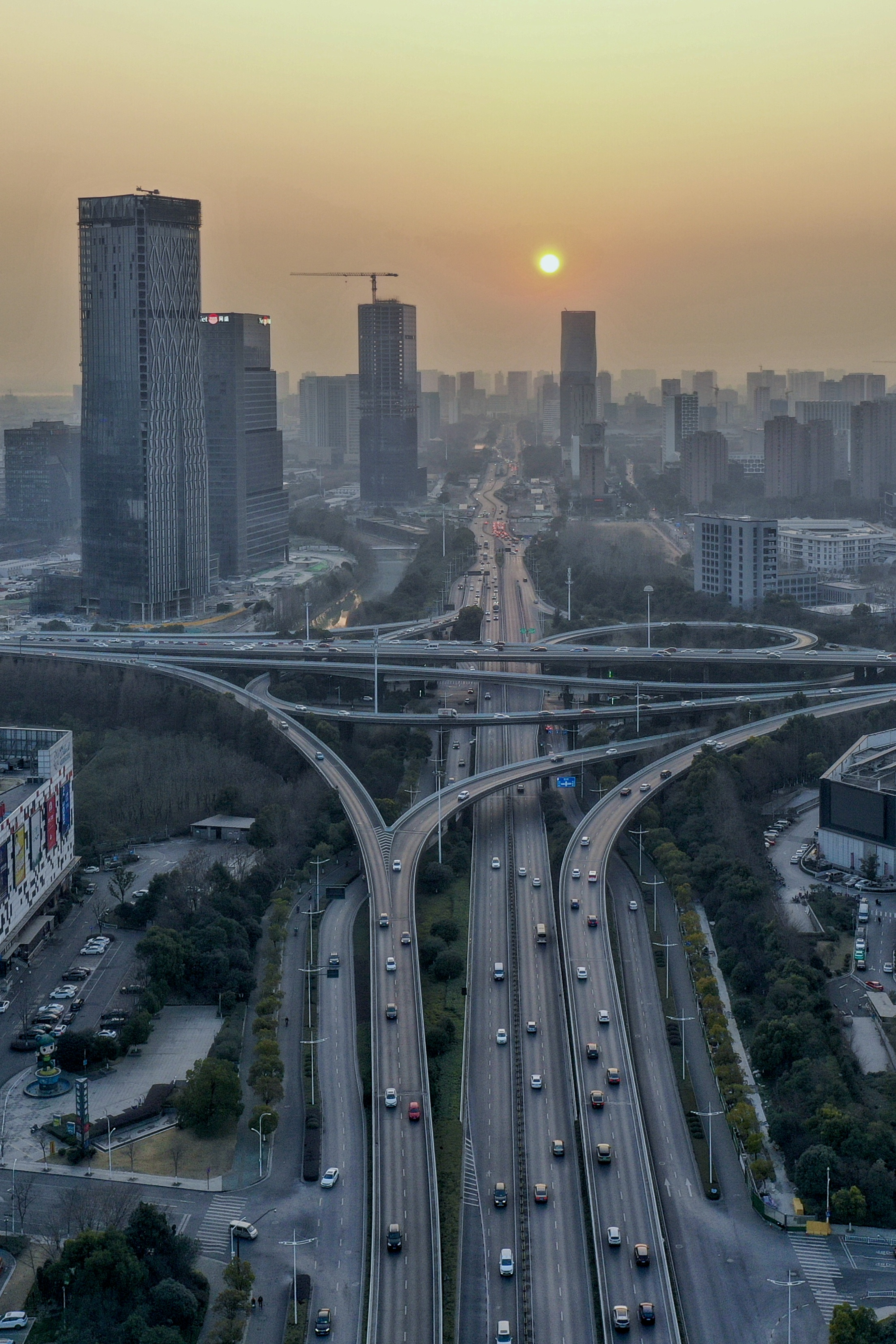
傍晚时的江南大道西段，穿中兴立交而过。江南大道是滨江区的一条重要干道

### 高速公路
沪杭高速公路北起上海西南郊的莘庄镇，南至杭州市彭埠镇，全长151公里。全线均为沪杭甬高速公路组成部分。于1998年12月29日全线通车。
宁杭高速公路连接南京江宁到杭州余杭。全程250公里，2003年9月通车。
杭州绕城高速公路长123公里，2003年12月28日建成，设计时速每小时100至120公里。连接长深高速公路、沪昆高速公路、杭州湾环线高速公路、杭浦高速公路、杭徽高速公路和杭甬高速公路。
杭浦高速公路北起上海浦东，南抵杭州大井入城口，与石大快速路互通。行程比沪杭高速公路缩短一至半小时，全塘至海盐枢纽段是G15沈海高速公路的组成部分，乍浦至绕城东段为G92杭州湾环线高速公路的组成部分，而绕城东至大井为省级高速公路，编号为S16。于2008年1月29日建成通车。

### 桥梁
至今钱塘江上共计有十座跨江大桥，另有一座在建，其中三座（一桥、二桥与铁路新桥）可以过铁路。
| 桥梁名称            | 长度                                                      | 建筑类型                 | 功能类型                         | 首次建成通车时间                            | 图片 |
| ------------------- | --------------------------------------------------------- | ------------------------ | -------------------------------- | ------------------------------------------- | ---- |
| 钱塘江大桥 钱江一桥 | 1,453（4,767英尺）                                        | 双层桁架梁桥             | 公路、铁路桥（1条铁路线）        | 1937年9月26日                               |      |
| 彭埠大桥 钱江二桥   | 2,112.1（6,929英尺）（公路） 2,861.4（9,388英尺）（铁路） | 梁式桥                   | 公路、铁路桥（2条铁路线）        | 1991年12月21日                              |      |
| 西兴大桥 钱江三桥   | 5,700（18,700英尺）                                       | 斜拉桥                   | 公路桥                           | 1997年1月28日                               |      |
| 复兴大桥 钱江四桥   | 1,376（4,514英尺）                                        | 复合式钢管混凝土系杆拱桥 | 公路桥                           | 2004年10月16日                              |      |
| 袁浦大桥 钱江五桥   | 3,126（10,256英尺）                                       |                          | 公路桥                           | 2003年                                      |      |
| 下沙大桥 钱江六桥   | 2,100（6,900英尺）                                        |                          | 公路桥                           | 2002年12月                                  |      |
| 之江大桥 钱江七桥   | 1,724（5,656英尺）                                        | 拱形钢塔斜拉桥           | 公路桥                           | 2013年1月18日                               |      |
| 九堡大桥 钱江八桥   | 1,855（6,086英尺）                                        |                          | 公路桥                           | 2012年7月6日                                |      |
| 江东大桥 钱江九桥   | 4,332（14,213英尺）                                       |                          | 公路桥                           |                                             |      |
| 钱江铁路新桥        | 2,222.22（7,290.7英尺）                                   |                          | 铁路桥（4条铁路线）              | 2013年7月1日                                |      |
| 钱江十一桥          | 1,350.8（4,432英尺）                                      |                          | 公路、铁路桥（城市轨道交通路线） | 2022年9月22日（铁路） 2022年9月28日（公路） |      |

### 隧道
目前钱塘江底有四条过江隧道：
- 庆春隧道：北接杭州庆春东路，南连萧山市心北路，东距钱江二桥2.6公里，西距钱江三桥2.5公里。2006年6月28日开工，2010年12月28日通车。全长4180米，其中主线长3765米，双向双管四车道，通行限高4.5米，设计时速60公里/小时。
- 钱江隧道：南连杭州萧山、北接嘉兴海宁的特大越江公路隧道。2008年12月18日开工，2014年4月开通。设计速度80公里/小时，全长4450米，双管六车道。
- 望江隧道，2019年12月开通。
- 博奥隧道，2021年8月开通。

## 铁路

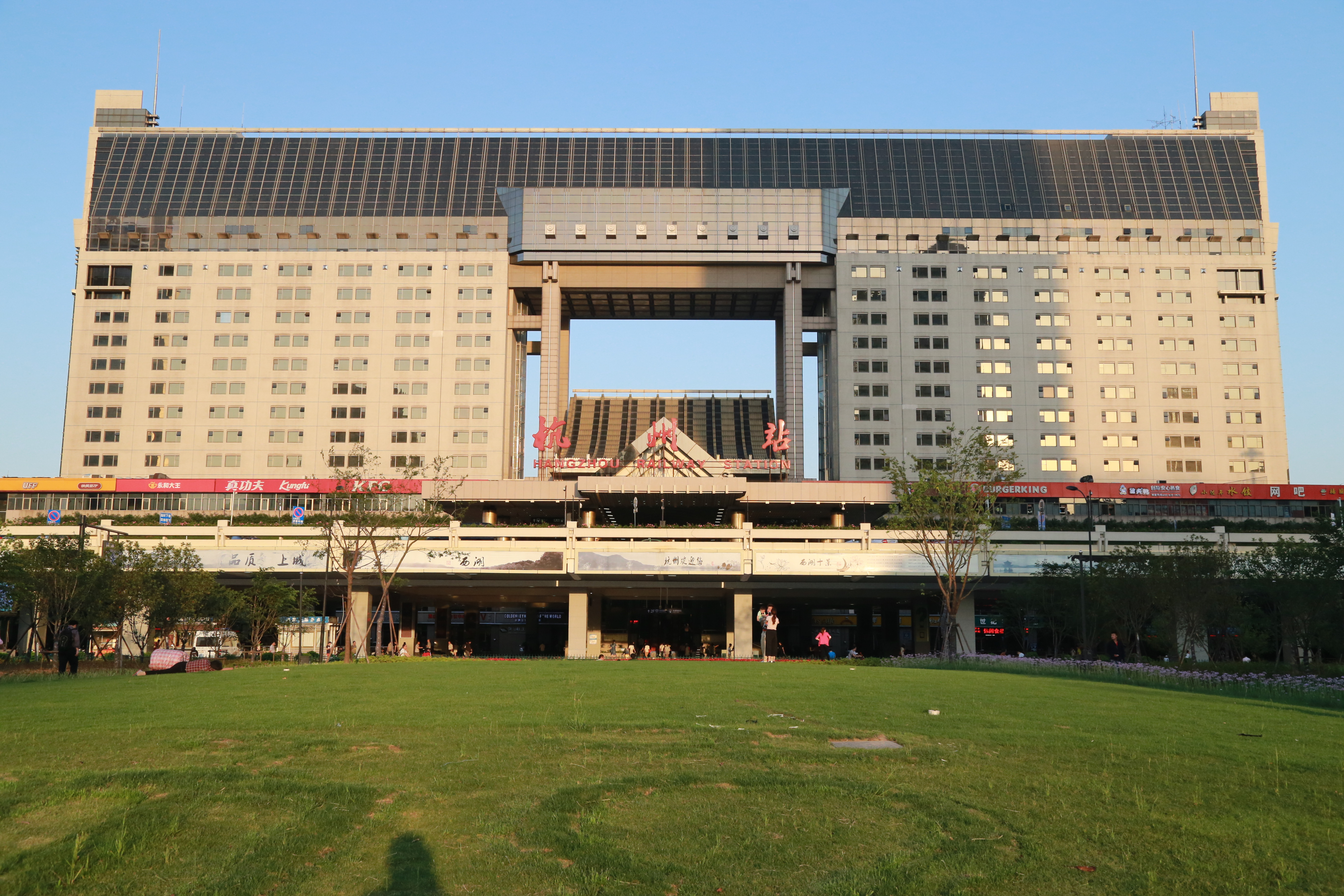
杭州站，2015年5月

杭州火车站位于上城区，新站于1999年12月28日啟用，为上海铁路局辖下的铁路一等站。
沪昆高铁是連接上海市与昆明市的铁路客运专线，于2010年10月26日通车营运。宁杭高铁是连接南京市与杭州的高速铁路，于2008年12月27日开工，2013年7月1日正式运营。杭甬高铁是連接杭州及寧波的高速鐵路客运专线，2013年7月1日建成通车。

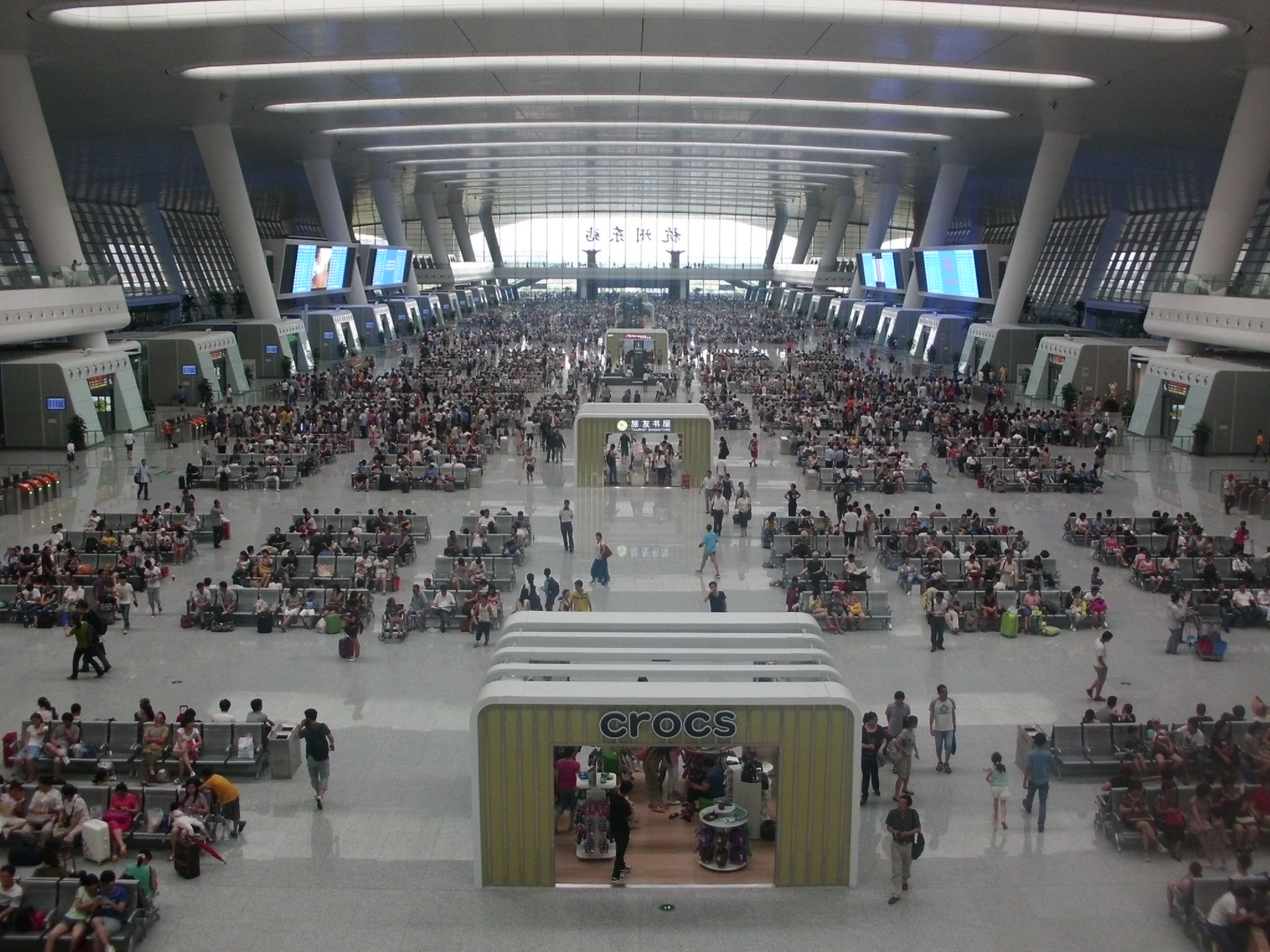
杭州东站候车大厅

杭州东站位于江干区天城路，建于1992年，2010年1月20日起正式停办客运业务，新站房于2013年7月1日正式启用，建筑面积达113万平米，新杭州东站与上海虹桥站的规模相当，并列为中国最大的枢纽站点。

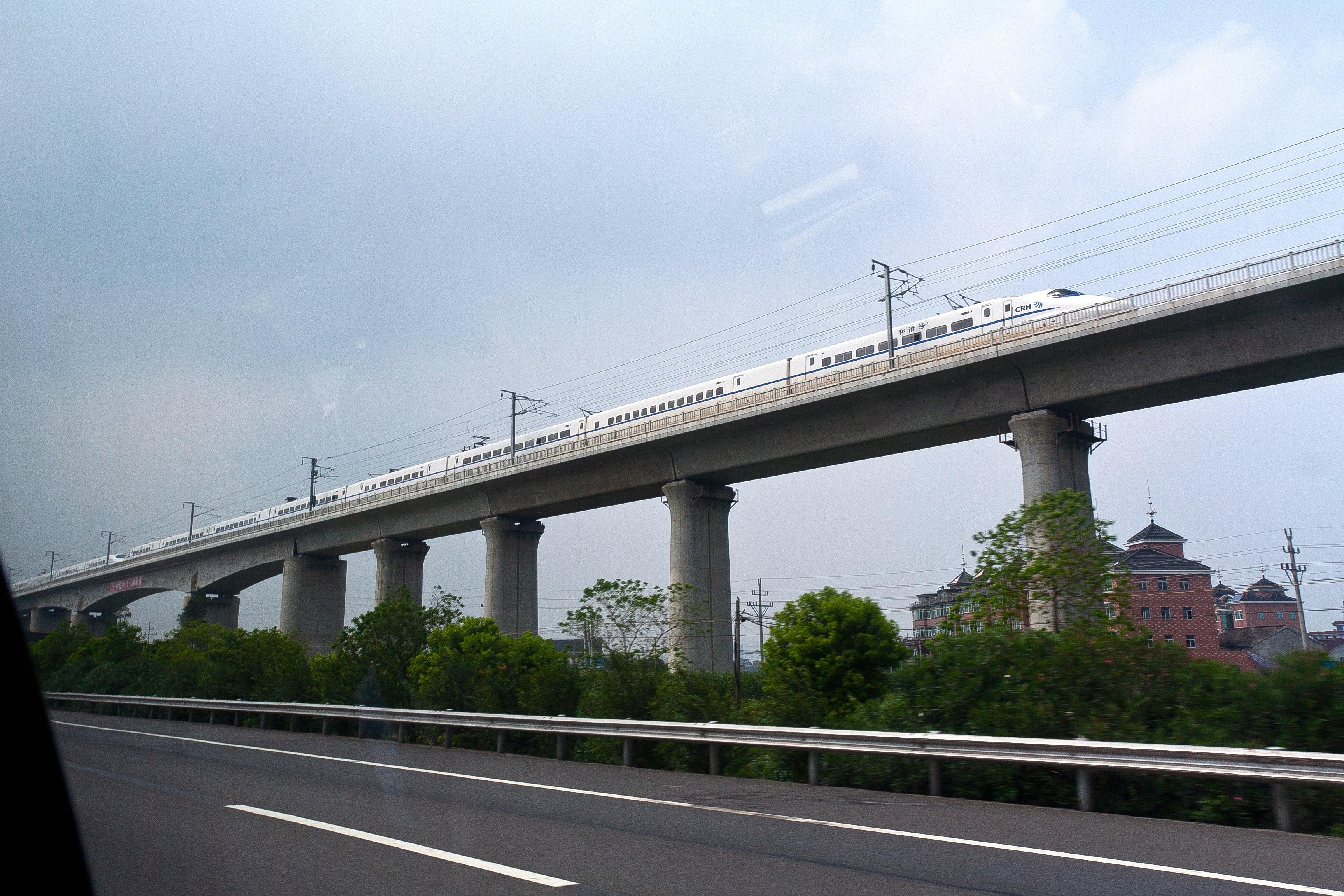
沪昆高速铁路

## 机场
萧山国际机场为杭州市的民航机场，2000年12月启用，位于钱塘江南岸的萧山区，距离杭州市中心29公里。目前机场开通国内航线45条，国际航线13条，2011年的旅客吞吐量達1707万人次，為中国前十大機場之一。
机场巴士每15-30分钟发车通往杭州市区的杭州火车站和武林门，以及萧山区中心，也有巴士通往浙江省内的其它地区以及上海、苏南地区。
杭甬高速公路、杭州机场高速公路、杭州绕城高速公路经由该机场。

## 公共交通

### 轨道交通

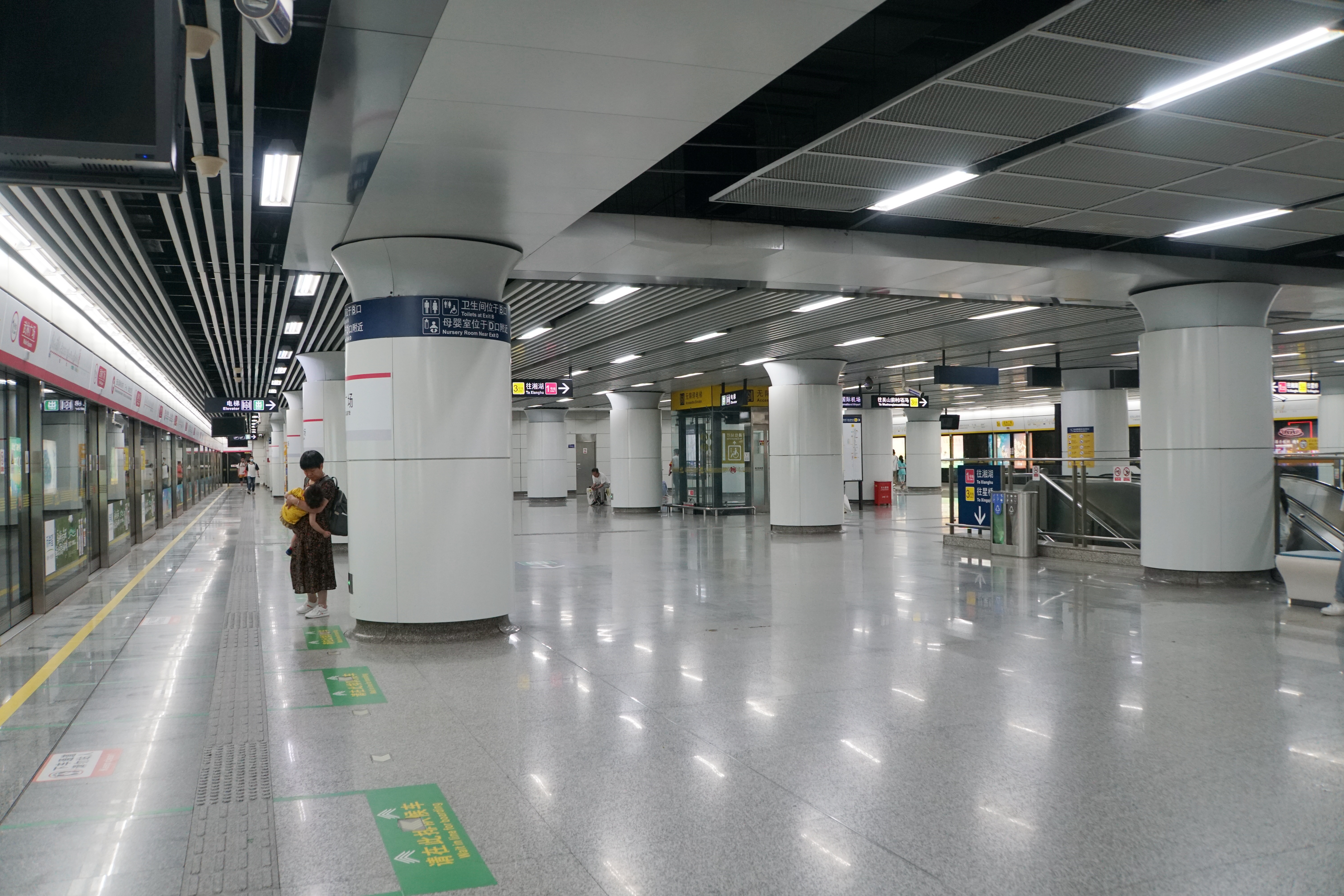
武林广场站

截至2022年2月，杭州市境内共有杭州地铁1号线、2号线、3号线、4号线、5号线、6号线、7号线、8号线、9号线、10号线、16号线、19号线，绍兴地铁1号线，杭海城际铁路等14条城市轨交线路，行政区内运营里程516公里、车站259座（换乘站不重复计算），杭州市的所有市辖区均已开通地铁。

### 巴士

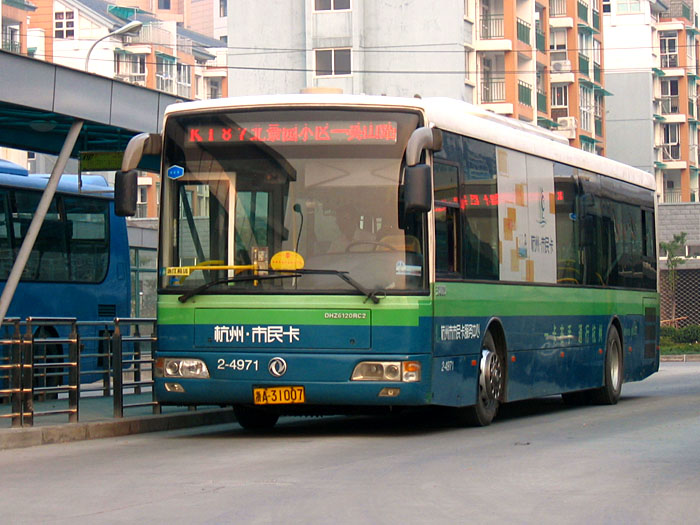
杭州的公交车

杭州巴士目前基本都是空调车。杭州曾有多条快速公交线和快速公交支线，目前仅有快速公交1号线（B1线）仍在运营，其他线路则改用常规线路编码。

### 的士
- 杭州的士现在服役车种：索纳塔、小红旗、毕加索、中华尊驰、帕萨特、宝来、蓝鸟、轩逸、志翔、比亚迪F6
- 曾使用过的车种：夏利、富康、捷达、桑塔纳、梅赛德斯-奔驰E级

杭州的士设有四个服务中心。

### 水上巴士

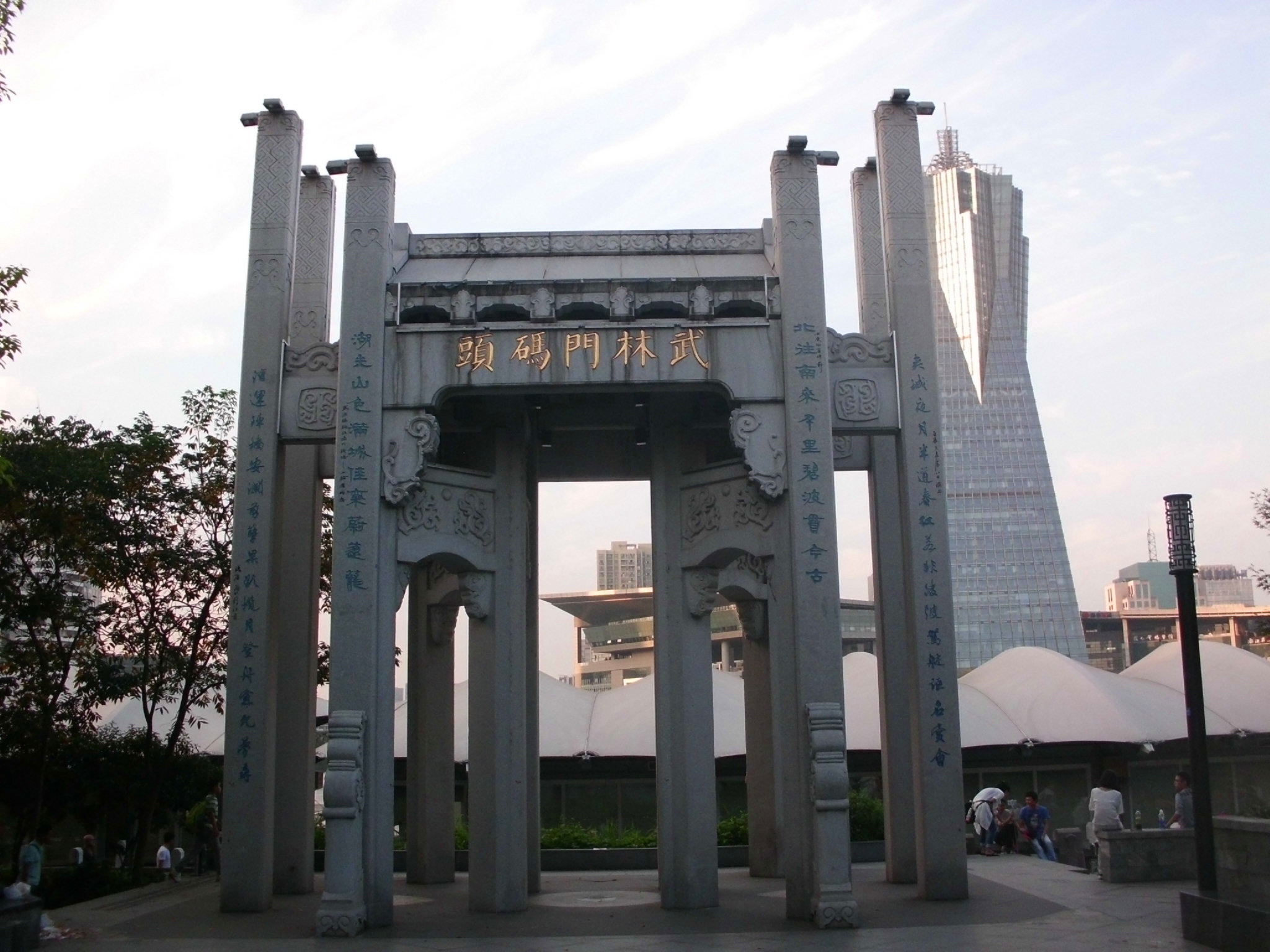
武林门码头

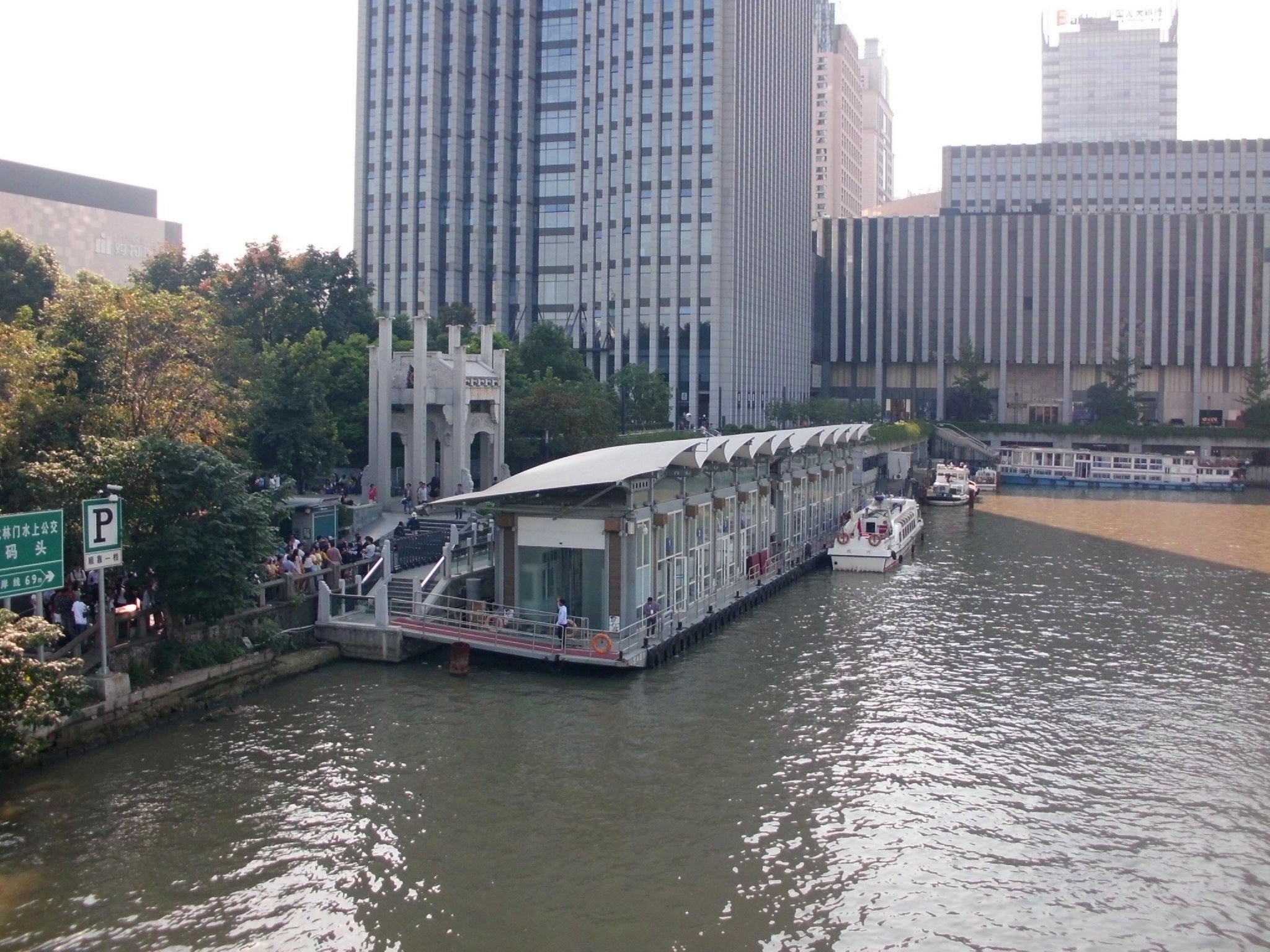
武林门码头

自2004年开始，杭州在市区内的运河及其他河道上开通了共八条线路的水上巴士。虽说也是城市公共交通的一种，市政府鼓励市民乘坐水巴上下班。但实际目前主要作为观光线路使用。

### 公共自行车

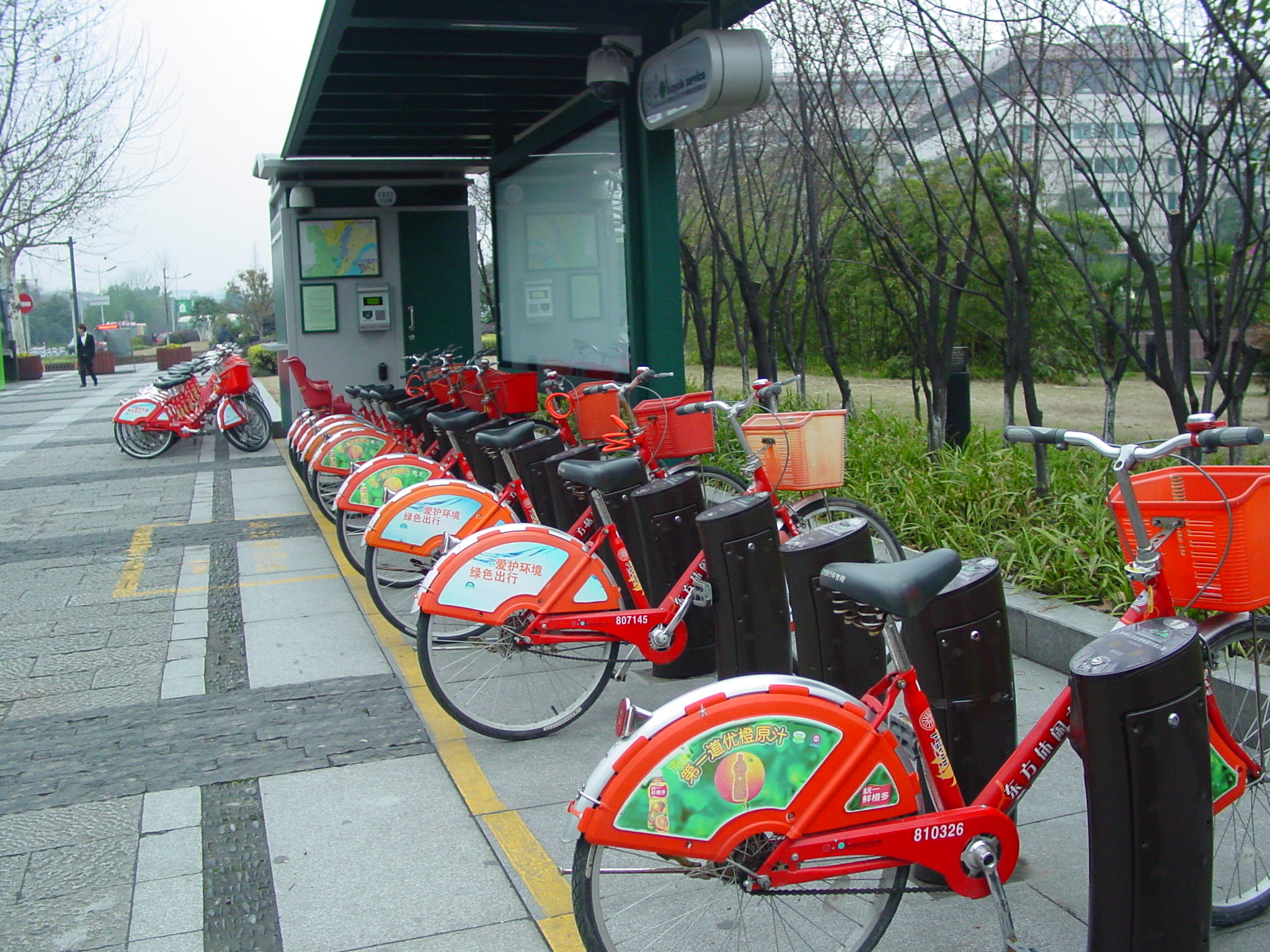
杭州的公共自行车

杭州公共自行车是一个公益性公众交通项目，杭州是中国首个推行公共自行车的城市。60分钟内免费租用，全市范围内通租通还。一期工程于2008年5月1日开通，截止2009年5月1日建设有800个服务点，启用的服务点大约在800个，至2012年已投入超过75000辆自行车。2009年5月1日一天租借客流达20万人次。

### 长途汽车站
杭州目前有三个长途车站，分别为杭州客运中心（位于上城区九堡街道德胜东路3339号，浙江省最大的客运汽车站，于2008年9月6日试运行）、杭州汽车北站（拱墅区莫干山路766号，1999年10月1日投入运营）和杭州汽车西站（西湖区天目山路357号，始建于1989年1月，新车站于2002年10月1日启用）。